# Toronell
El Turonell és un riu que neix a la Garrotxa, al municipi de Sant Joan les Fonts, i és afluent del Fluvià, on hi desemboca sota Castellfollit de la Roca.
Té uns 3 km de llargada i un cabal mitjà de 50 m³/m. Neix a Begudà, a la font del "Clot dels Monjos", sota l'antic monestir de Sant Julià del Mont, i desemboca al Fluvià, havent format tots dos la cinglera basàltica de Castellfollit de la Roca.
Durant el seu recorregut alimenta pagesia, cultius i polígons industrials. Sol esdevenir torrencial en plogudes importants.